# Narathura belphoebe
Narathura belphoebe är en fjärilsart som beskrevs av William Doherty 1889. Narathura belphoebe ingår i släktet Narathura och familjen juvelvingar. Inga underarter finns listade i Catalogue of Life.